# ماسیمو استورگاتو
ماسیمو استورگاتو (انگلیسی: Massimo Storgato؛ زادهٔ ۱ ژوئن ۱۹۶۱) بازیکن فوتبال اهل ایتالیا است.
از باشگاه‌هایی که در آن بازی کرده‌است می‌توان به باشگاه فوتبال هلاس ورونا، باشگاه فوتبال کوزنتسا کالچو، باشگاه فوتبال آلساندریا، باشگاه ورزشی لاتزیو، باشگاه فوتبال یوونتوس، باشگاه فوتبال اودینزه، باشگاه فوتبال آتالانتا، باشگاه فوتبال چزنا، باشگاه فوتبال آولینو، و باشگاه فوتبال پرو ورچلی اشاره کرد.